# Campionati del mondo di ciclismo su strada - Cronometro femminile Elite

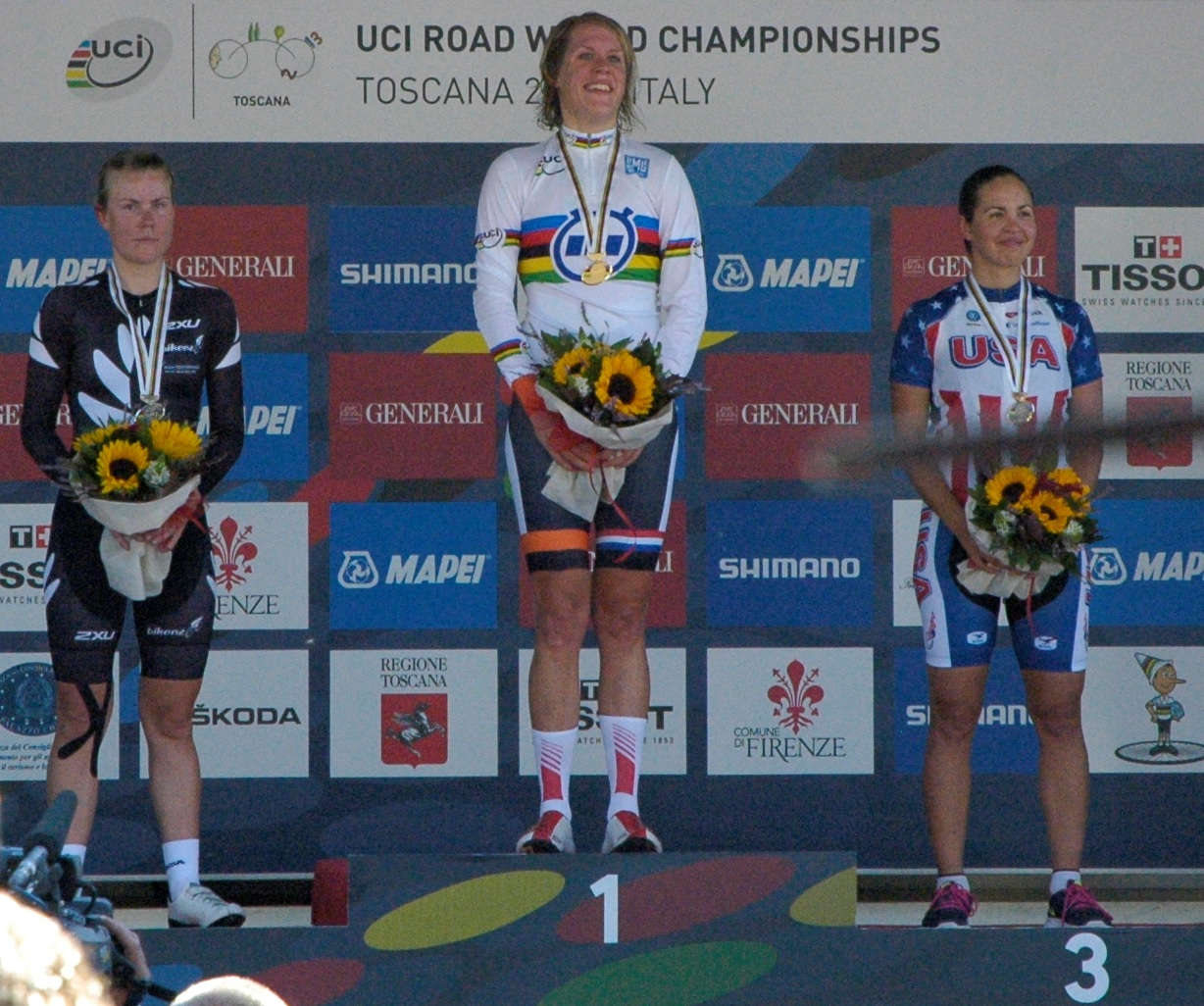
Ellen van Dijk, vincitrice nel 2013, sul podio con Linda Villumsen e Carmen Small.

La cronometro femminile Elite è una delle prove disputate durante i campionati del mondo di ciclismo su strada. Si tenne per la prima volta nell'edizione 1994.

## Albo d'oro
Aggiornato all'edizione 2024.
| Anno | Vincitrice           | Seconda              | Terza                   |
| ---- | -------------------- | -------------------- | ----------------------- |
| 1994 | Karen Kurreck        | Anne Samplonius      | Jeannie Longo           |
| 1995 | Jeannie Longo        | Clara Hughes         | Kathryn Watt            |
| 1996 | Jeannie Longo        | Catherine Marsal     | Alessandra Cappellotto  |
| 1997 | Jeannie Longo        | Zul'fija Zabirova    | Judith Arndt            |
| 1998 | Leontien van Moorsel | Zul'fija Zabirova    | Hanka Kupfernagel       |
| 1999 | Leontien van Moorsel | Anna Wilson          | Edita Pučinskaitė       |
| 2000 | Mari Holden          | Jeannie Longo        | Rasa Polikevičiūtė      |
| 2001 | Jeannie Longo        | Nicole Brändli       | Teodora Ruano           |
| 2002 | Zul'fija Zabirova    | Nicole Brändli       | Karin Thürig            |
| 2003 | Joane Somarriba      | Judith Arndt         | Zul'fija Zabirova       |
| 2004 | Karin Thürig         | Judith Arndt         | Zul'fija Zabirova       |
| 2005 | Karin Thürig         | Joane Somarriba      | Kristin Armstrong       |
| 2006 | Kristin Armstrong    | Karin Thürig         | Christine Thorburn      |
| 2007 | Hanka Kupfernagel    | Kristin Armstrong    | Christiane Soeder       |
| 2008 | Amber Neben          | Christiane Soeder    | Judith Arndt            |
| 2009 | Kristin Armstrong    | Noemi Cantele        | Linda Villumsen         |
| 2010 | Emma Pooley          | Judith Arndt         | Linda Villumsen         |
| 2011 | Judith Arndt         | Linda Villumsen      | Emma Pooley             |
| 2012 | Judith Arndt         | Evelyn Stevens       | Linda Villumsen         |
| 2013 | Ellen van Dijk       | Linda Villumsen      | Carmen Small            |
| 2014 | Lisa Brennauer       | Hanna Solovej        | Evelyn Stevens          |
| 2015 | Linda Villumsen      | Anna van der Breggen | Lisa Brennauer          |
| 2016 | Amber Neben          | Ellen van Dijk       | Katrin Garfoot          |
| 2017 | Annemiek van Vleuten | Anna van der Breggen | Katrin Garfoot          |
| 2018 | Annemiek van Vleuten | Anna van der Breggen | Ellen van Dijk          |
| 2019 | Chloé Dygert         | Anna van der Breggen | Annemiek van Vleuten    |
| 2020 | Anna van der Breggen | Marlen Reusser       | Ellen van Dijk          |
| 2021 | Ellen van Dijk       | Marlen Reusser       | Annemiek van Vleuten    |
| 2022 | Ellen van Dijk       | Grace Brown          | Marlen Reusser          |
| 2023 | Chloé Dygert         | Grace Brown          | Christina Schweinberger |
| 2024 | Grace Brown          | Demi Vollering       | Chloé Dygert            |

## Medagliere
Aggiornato all'edizione 2024.
| Pos.   | Nazione       | Oro | Argento | Bronzo | Totale |
| ------ | ------------- | --- | ------- | ------ | ------ |
| 1      | Paesi Bassi   | 8   | 6       | 4      | 18     |
| 2      | Stati Uniti   | 8   | 2       | 5      | 15     |
| 3      | Germania      | 4   | 3       | 4      | 11     |
| 4      | Francia       | 4   | 2       | 1      | 7      |
| 5      | Svizzera      | 2   | 5       | 2      | 9      |
| 6      | Australia     | 1   | 3       | 3      | 7      |
| 7      | Russia        | 1   | 2       | 2      | 5      |
| 7      | Nuova Zelanda | 1   | 2       | 2      | 5      |
| 9      | Spagna        | 1   | 1       | 1      | 3      |
| 10     | Gran Bretagna | 1   | 0       | 1      | 2      |
| 11     | Canada        | 0   | 2       | 0      | 2      |
| 12     | Austria       | 0   | 1       | 2      | 3      |
| 13     | Italia        | 0   | 1       | 1      | 2      |
| 14     | Ucraina       | 0   | 1       | 0      | 1      |
| 15     | Lituania      | 0   | 0       | 2      | 2      |
| 16     | Danimarca     | 0   | 0       | 1      | 1      |
| Totale | Totale        | 31  | 31      | 31     | 93     |